# 驚悚
驚悚又称为惊险（英語：Thriller），是一種廣泛的文學、電影、電視及電玩類型，內含有眾多的子分類。惊悚是以侦探、神秘事件、错综复杂的心理变态或犯罪故事做题材，往往兼具了侦探推理的部份特色，而给观众产生一种不寒而栗的心理。惊险与悬疑体裁的主要区别是，惊险中主角的使命是打败邪恶的一方，悬疑中主角的使命是找出谁是凶手。

## 例證

### 小說與文學
- 〈三個蘋果的故事〉
- 《基度山恩仇記》
- 《德拉庫拉》
- 《三十九級臺階》：約翰·布臣所寫的早期驚悚小說，故事敘述一名無辜男子成了一起謀殺案的頭號嫌疑犯，並同時為黑白二道追緝。
- 《黑暗的心》
- 《冷戰諜魂》
- 《神鬼認證》：今日所見最早以現代筆法著成的驚悚小說之一。一名男子身中槍傷、昏迷，被船員發現漂浮於地中海上。在經照料後，他終於清醒，卻患有失憶症。為了查清自己的過往，他開始了一趟探索身分之旅，卻捲入暴力與詭計鬥爭。他立刻驚訝的發現自己身懷肉搏、槍械絕技，並能輕而易舉運用間諜情報技術。
- 《第一滴血》
- 《我在驚悚遊戲裡封神》

### 電影
欲查更完整之列表，請見驚悚片列表。
- 《神鬼認證》：自同名小說改編成電影，由麥特·戴蒙主演，劇情中運用了許多驚悚常見元素。雖然續集《神鬼認證：神鬼疑雲》與《神鬼認證：最後通牒》明顯背離勞勃·勒德倫的小說情節，但仍保留了陰謀、驚悚元素的精神。
- 《諜網迷魂》
- 《絕命鈴聲》
- 《雙重危機》
- 《冷血悍將》

### 導演
| - Jon Amiel - Bryan Bertino - John Boorman - D.J. Caruso - Henri-Georges Clouzot - 柯恩兄弟 - Jonathan Demme - Brian De Palma - 大衛·芬奇 - Gary Fleder - James Foley - John Frankenheimer - William Friedkin - Robert Harmon - Mary Harron | - 亞佛烈德·希區考克 - Gregory Hoblit - Stephen Hopkins - 約翰·休斯頓 - 尼爾·喬丹 - Philip Kaufman - 史丹利·庫柏力克 - Adrian Lyne - 約翰·麥提南 - 麥可·曼恩 - 克里斯多夫·諾蘭 - Phillip Noyce - 艾倫·帕庫拉 | - 沃爾夫岡·彼得森 - 羅曼·波蘭斯基 - 薛尼·波勒 - 卡洛·李 - 喬伊·舒馬克 - 馬丁·史柯西斯 - 雷利·史考特 - 托尼·斯科特 - 奈特·沙馬蘭 - 史蒂芬·索德柏 - 史蒂芬·史匹柏 - 昆汀·塔倫提諾 - 湯姆·提克威爾 - 保羅·范霍文 |